# Gabriel Corte
Gabriel Corte, född på 1600-talet, död 1728 i Stockholm, var en svensk borgmästare och riksdagsman.

## Biografi
Gabriel Corte föddes på 1600-talet. Han var son till borgmästaren Henrik Corte i Brahestad. Corte blev 1697 student vid Kungliga Akademien i Åbo och blev 1706 borgmästare i Brahestad. Han var riksdagsledamot för borgarståndet i Brahestad vid riksdagen 1719, riksdagen 1720 och riksdagen 1726–1727. Corte avled 1728 i Stockholm.